# Витас Герулајтис
Витаутас Кевин Герулајтис (енгл. Vytautas Kevin Gerulaitis; 26. јул 1954 — 17. септембар 1994) је бивши амерички тенисер литванског порекла.

## Каријера
Једини гренд слем турнир у каријери који је освојио је било Отворено првенство Аустралије у децембру 1977. (исте године је и у јануару одигран овај турнир). Одиграо је и два финала: на Отвореном првенству САД 1979. и на Ролан Гаросу 1980. године. Повукао се 1986. године.
Трагично је окончао свој живот 17. септембра 1994. када је имао четрдесет година. Наиме, док је боравио у посети код пријатеља на Лонг Ајленду, дошло је до квара на гасном котлу што је довело до истицања гаса у пансион у тренутку док је Герулајтис спавао. Умро је у сну од последица гушења. Сахрањен је на гробљу Фармингдејл у Њујорку.

## Гренд слем финала

### Појединачно 3 (1—2)
| Исход     | Година | Турнир                        | Подлога | Противник   | Резултат                   |
| Победа    | 1977   | Отворено првенство Аустралије | Трава   | Џон Лојд    | 6–3, 7–6(1), 5–7, 3–6, 6–2 |
| Финалиста | 1979   | Отворено првенство САД        | Тврда   | Џон Макенро | 5–7, 3–6, 3–6              |
| Финалиста | 1980   | Ролан Гарос                   | Шљака   | Бјерн Борг  | 4–6, 1–6, 2–6              |